# Eckart Kuhlwein

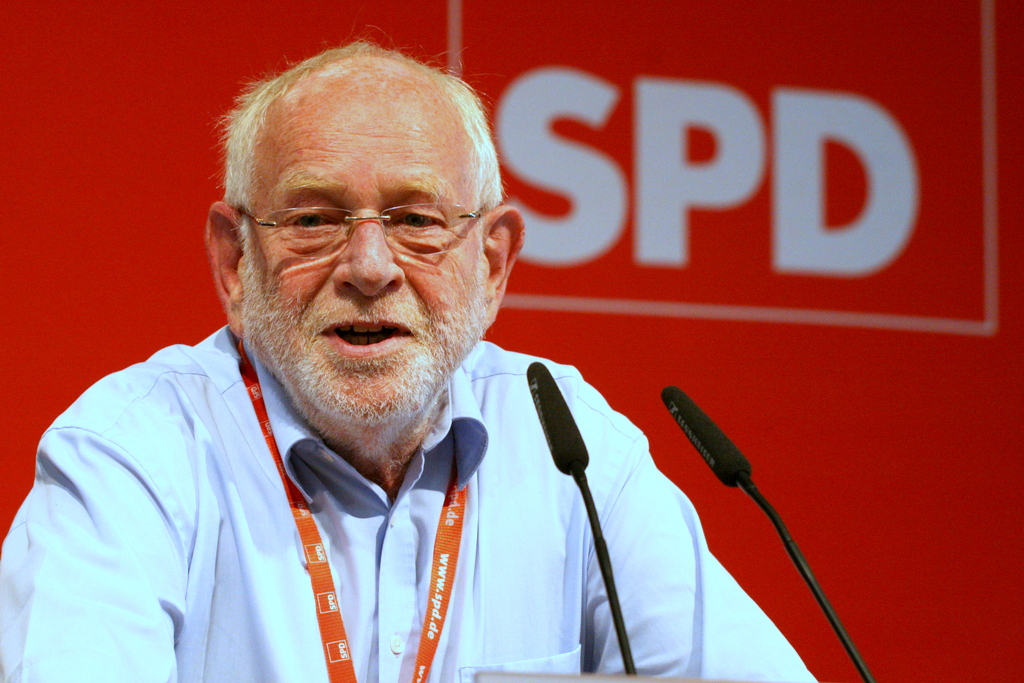
Eckart Kuhlwein April 2013 Landesparteitag

Eckart Kuhlwein (* 11. April 1938 in Schleswig; † 19. April 2022 in Ammersbek) war ein deutscher Politiker (SPD). Er war von 1981 bis 1982 Parlamentarischer Staatssekretär beim Bundesminister für Bildung und Wissenschaft.

## Leben
Nach dem Abitur 1956 in Nürnberg absolvierte Kuhlwein ein Studium der Volkswirtschaftslehre in München, Würzburg und Erlangen, welches er 1960 als Diplom-Volkswirt beendete. Anschließend war er als Journalist zunächst in Kiel und dann von 1962 bis 1964 bei den Lübecker Nachrichten als politischer Redakteur tätig. Nachdem er schon seit 1964 Chefredakteur einer Publikation der politischen Öffentlichkeitsarbeit gewesen war, war Kuhlwein von 1969 bis 1972 Chefredakteur einer bildungspolitischen Fachzeitschrift. Eckart Kuhlwein war verheiratet, hatte vier Kinder und sechs Enkelkinder. Seine Frau Sigrid ist seit 1986 für Ammersbek im Stormarner Kreistag.

## Politik

### Partei
Seit 1965 war er Mitglied der SPD. Von 1969 bis 1971 war er Landesvorsitzender der Jusos in Schleswig-Holstein. Von 1973 bis 1974 war er auch stellvertretender Vorsitzender der SPD in Schleswig-Holstein und gehörte ab 1975 weiterhin dem Landesvorstand an.
1996 gründete er u. a. zusammen mit Ulrike Mehl und Konrad Nabel das „umWeltforum“ der SPD Schleswig-Holstein. Bis zu seinem Tod war er als ehrenamtlicher Geschäftsführer des Forums tätig. Im Januar 2015 erhielt er von der SPD die Willy-Brandt-Medaille in Gold für seine Verdienste um die Partei, überreicht durch Ralf Stegner den SPD Landesvorsitzenden in Schleswig-Holstein.

### Abgeordneter
Von 1971 bis zu seiner Mandatsniederlegung am 28. Oktober 1976 gehörte Kuhlwein dem Landtag von Schleswig-Holstein an und war hier von 1975 bis 1976 stellvertretender Vorsitzender der SPD-Fraktion. Von 1976 bis 1998 war Kuhlwein dann Mitglied des Deutschen Bundestages. Hier war er von 1988 bis 1990 Vorsitzender der Enquête-Kommission Zukünftige Bildungspolitik – Bildung 2000 und von 1990 bis 1994 Vorsitzender des Ausschusses für Bildung und Wissenschaft. Eckart Kuhlwein ist 1980 als direkt gewählter Abgeordneter des Wahlkreises Bundestagswahlkreis Herzogtum Lauenburg – Stormarn-Süd und sonst stets über die Landesliste Schleswig-Holstein in den Bundestag eingezogen.

## Öffentliche Ämter
Am 28. Januar 1981 wurde Kuhlwein als Parlamentarischer Staatssekretär beim Bundesminister für Bildung und Wissenschaft in die von Bundeskanzler Helmut Schmidt geführte Bundesregierung berufen. Nach der Wahl von Helmut Kohl zum Bundeskanzler schied Kuhlwein am 4. Oktober 1982 aus der Regierung aus.
Kuhlwein war Bundesfachgruppenleiter für Natur- und Umweltschutz und Sanften Tourismus (NUST) der Naturfreunde Deutschlands.
Kuhlwein war seit 1999 Vorsitzender des Deutsch-Zyprischen Forums.

## Anerkennung
2015 Verdienstkreuz am Bande

## Schriften
- Links, dickschädelig und frei. 30 Jahre im SPD-Vorstand in Schleswig-Holstein. tredition, Hamburg 2010, ISBN 978-3-86850-661-7.